# Smilla Sundell
Smilla Sundell (Estocolmo, Suecia; 12 de noviembre de 2004) es una peleadora de Muay Thai sueca que actualmente compite en la categoría de peso paja de ONE Championship, donde ha sido Campeona Mundial de Muay Thai de Peso Paja Femenino de ONE. A su vez, es la persona más joven en ganar un título mundial en Muay Thai.
Desde abril de 2023, está en la posición #3 del ranking de peso pluma femenino de WBC Muaythai.

## Carrera de Muay Thai

### ONE Championship
Debutó en la promoción en ONE Championship: Full Circle, el 25 de febrero de 2022, enfrentando a Diandra Martin en una pelea de peso paja de muay thai. Ganó la pelea por TKO en el tercer asalto.

#### Campeonato Mundial de Muay Thai de Peso Paja de ONE
En ONE 156 el 22 de abril de 2022, enfrentó a Jackie Buntan por el Campeonato Mundial de Muay Thai de Peso Paja Femenino ONE. Sundell ganó la pelea y el título por decisión unánime, convirtiéndose a su vez en la persona más joven en ser Campeona Mundial de Muay Thai.
Sundell enfrentó a Milana Bjelogrlic en una pelea de kickboxing el 26 de mayo de 2023, en ONE Friday Fights 18. Ganó la pelea por decisión unánime.
Sundell estaba programada para hacer la primera defensa de su título contra Jackie Buntan en una revancha el 29 de septiembre de 2023, en ONE Fight Night 14. Sin embargo, Buntan se retiró de la pelea por una emergencia familiar y fue reemplazada por la Campeona Mundial de Muay Thai de Peso Átomo de ONE Allycia Rodrigues. Ganó la pelea por TKO en el tercer asalto. Esta victoria la hizo merecedora de su segundo premio de Actuación de la Noche.
Sundell está programada para hacer la segunda defensa de su título contra Natalia Diachkova el 4 de mayo de 2024, en ONE Fight Night 22.

## Campeonatos y logros
- ONE Championship
  - Campeonato Mundial de Muay Thai de Peso Paja Femenino ONE (Una vez, actual)
    - Una defensa titular exitosa
    - Persona más joven ganar un título mundial en ONE

  - Actuación de la Noche (Dos veces) vs. Jackie Buntan y  Allycia Rodrigues[21]

## Récord en Muay Thai y Kickboxing
| Récord en Muay Thai y Kickboxing | Récord en Muay Thai y Kickboxing | Récord en Muay Thai y Kickboxing | Récord en Muay Thai y Kickboxing | Récord en Muay Thai y Kickboxing   | Récord en Muay Thai y Kickboxing | Récord en Muay Thai y Kickboxing | Récord en Muay Thai y Kickboxing |
| --- | -------------------------------- | -------------------------------- | -------------------------------- | ---------------------------------- | -------------------------------- | -------------------------------- | -------------------------------- |
| 35 Victorias, 5 Derrotas, 1 Empate |                                  |                                  |                                  |                                    |                                  |                                  |                                  |
| Fecha | Resultado                        | Oponente                         | Evento                           | Localización                       | Método                           | Ronda                            | Tiempo                           |
| 04-05-2024 |                                  | Natalia Diachkova                | ONE Fight Night 22               | Bangkok, Tailandia                 |                                  |                                  |                                  |
| Originalmente defendiendo el Campeonato Mundial de Muay Thai de Peso Paja Femenino de ONE; Sundell no dio el peso (126.5 lbs) y fue despojada del título. |                                  |                                  |                                  |                                    |                                  |                                  |                                  |
| 29-09-2023 | Victoria                         | Allycia Rodrigues                | ONE Fight Night 14               | Kallang, Singapur                  | TKO (Golpes y Codazos)           | 3                                | 2:58                             |
| Defendió el Campeonato Mundial de Muay Thai de Peso Paja Femenino de ONE.                                                                                 |                                  |                                  |                                  |                                    |                                  |                                  |                                  |
| 26-05-2023 | Victoria                         | Milana Bjelogrlic                | ONE Friday Fights 18             | Bangkok, Tailandia                 | Decisión (Unánime)               | 3                                | 3:00                             |
| 22-04-2022 | Victoria                         | Jackie Buntan                    | ONE 156                          | Kallang, Singapur                  | Decisión (Unánime)               | 5                                | 3:00                             |
| Ganó el Campeonato Mundial de Muay Thai de Peso Paja Femenino de ONE.                                                                                     |                                  |                                  |                                  |                                    |                                  |                                  |                                  |
| 25-02-2022 | Victoria                         | Diandra Martin                   | ONE: Full Circle                 | Kallang, Singapur                  | TKO (3 Knockdowns)               | 3                                | 1:35                             |
| 13-12-2020 | Empate                           | Fahseethong Sitzoraueng          | Super Champ Muay Thai            | Bangkok, Tailandia                 | Decisión                         | 3                                | 3:00                             |
| 23-10-2020 | Victoria                         | Sawsing Sor Sopit                | Super Champ Muay Thai            | Bangkok, Tailandia                 | Decisión                         | 3                                | 3:00                             |
| 06-09-2020 | Victoria                         | Ponpan Por.Muengpetch            | Super Champ Muay Thai            | Bangkok, Tailandia                 | KO (Rodillazo a la Cabeza)       | 2                                | 2:07                             |
| 29-02-2020 | Victoria                         | Nicola Callander                 | Rogue Muay Thai                  | Eatons Hill, Queensland, Australia | Decisión (Unánime)               | 5                                | 2:00                             |